# 6081 Cloutis
6081 Cloutis è un asteroide della fascia principale. Scoperto nel 1981, presenta un'orbita caratterizzata da un semiasse maggiore pari a 2,4889202 UA e da un'eccentricità di 0,1908314, inclinata di 7,32668° rispetto all'eclittica.